# 味噌天神前停留場
味噌天神前停留場（みそてんじんまえていりゅうじょう）は、熊本県熊本市中央区大江五丁目、大江本町にある熊本市交通局（熊本市電）の電停。停留所番号は15。A系統・B系統が停車する。
なお、本項目では、当駅近くにあるバス停留所味噌天神前バス停留所に発着する路線バス群についても記述する。

## 利用可能な路線
- 熊本市交通局
  - 水前寺線 - ■A系統・■B系統

## 歴史

### 年表
- 1924年（大正13年）8月1日：味噌天神前停留場として開業。
- 時期不明：味噌天神駅に改称。
- 時期不明：廃止。
- 1948年（昭和23年）5月：味噌天神駅として再び開業。
- 1962年（昭和37年）以前：味噌天神前停留場に改称。

### 停留場名の由来
当駅近くにある日本で唯一の味噌の神様を祀る神社である本村神社の通称、味噌天神にちなむ。

## 停留場構造
相対式2面2線である。横断歩道を渡ってアクセスする。
| のりば | 路線           | 方向 | 行先                                             |
| ------ | -------------- | ---- | ------------------------------------------------ |
| 西側   | ■A系統         | 上り | 通町筋・辛島町・熊本駅・田崎橋方面               |
| 西側   | ■B系統         | 上り | 通町筋・辛島町・本妙寺入口・上熊本方面           |
| 東側   | ■A系統・■B系統 | 下り | 新水前寺駅・水前寺公園・動植物園入口・健軍町方面 |

## 利用状況
| 1日乗降人員推移 | 1日乗降人員推移 |
| 年度            | 1日平均人数     |
| --------------- | --------------- |
| 2011年          | 761             |
| 2012年          | 803             |
| 2013年          | 792             |
| 2014年          | 843             |
| 2015年          | 859             |

## 停留場周辺

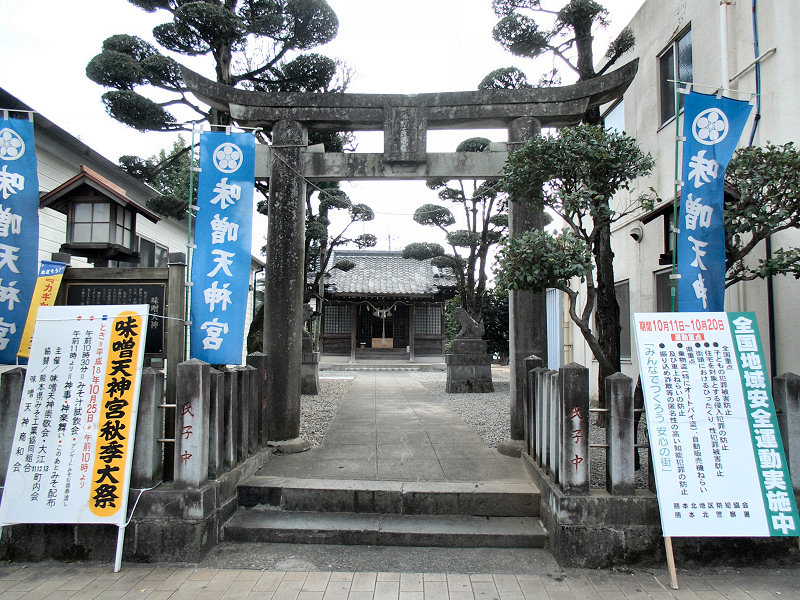
味噌天神（※正式名称は「本村神社」）

商業施設が点在し、表通りから入ると住宅街となっている。また東約300mには白山交差点があり、熊本県道28号熊本高森線（通称：電車通り）と白山通りなどが交差しており交通量の多い地域である。
- 味噌天神
- 熊本市立図書館
- 熊本大学薬学部
- 熊本学園大学
  - 熊本学園大学付属中学校・高等学校
  - 熊本学園大学付属敬愛幼稚園
- 熊本大江六郵便局
- 熊本県立熊本高等学校
- 開新高等学校
- 熊本県立劇場
- 熊本県民テレビ
- 肥後銀行味噌天神支店
- お菓子の香梅本社
- 光多制服本社
- 川野病院
- 伊井産婦人科医院
- 中央区まちづくりセンター大江交流室
- 熊本中央警察署味噌天神交番
- ゆめタウン大江
- くまもと森都総合病院
- 味噌天神前バス停留所 - 東へ100mほど離れている。

## バス路線
路線バス（産交バスと熊本バスは「味噌天神」と標記、他は「味噌天神前」と標記）
- 産交バス - A1-1、K1-1・K1-5・K3～5・K6-0、L4～6、R1系統（A1-1以外は桜町BT・熊本駅・西部車庫方面行き）
- 電鉄バス - C5・C9、K6-0系統（いずれも本数少。平日朝の通勤時間帯のみの運行で桜町BT方面には停車しない）
- 熊本バス - L1～2、K1-3～4、K2系統
- 熊本都市バス - H1～4、J1～3、K1-1～2、K6-0、L0、O3～4、P0、W1～2系統（H4、O系統のみ白山通り側の停留所となる）

高速バス（全て「味噌天神」と標記）
- 福岡（博多駅・天神・福岡空港）行き：ひのくに号 - 西日本鉄道と共同運行、座席定員制
  - スーパーノンストップ：益城IC経由博多駅・天神行き
  - 植木IC経由：熊本IC・植木IC・広川・筑紫野経由博多駅・天神行き
  - 各停：熊本IC経由福岡空港行き
- 長崎（長崎駅・中央橋）行き：りんどう号 - 長崎県営バス（長崎県交通局）と共同運行、座席指定制
- 宮崎（宮交シティ・宮崎駅）行き：なんぷう号 - 宮崎交通と共同運行、座席指定制
- 鹿児島（鹿児島中央駅・鹿児島本港）行き：きりしま号 - 鹿児島交通・南国交通と共同運行、座席指定制
- 大分（トキハ前・県立正門前）行き：やまびこ号 - 大分バスと共同運行、座席定員制
- 延岡（延岡駅前バスセンター）行き：たかちほ号 - 宮崎交通と共同運行、座席指定制

連絡（快速）バス
- 熊本空港リムジンバス（AP系統、各停便のみ停車）
- 熊本空港経由高森中央行き：たかもり号（TM系統）

## 隣の停留場
熊本市交通局
■A系統・■B系統（水前寺線）
交通局前電停 (14) - 味噌天神前電停 (15) - 新水前寺駅前電停 (16)